# Чемпіонат Туру WTA 1995
Чемпіонат Туру WTA 1996, також відомий за назвою спонсора як Corel Чемпіонат Туру WTA, — жіночий тенісний турнір, що відбувся на закритих кортах з килимовим покриттям Медісон-сквер-гарден у Нью-Йорку (США). Це був 24-й завершальний турнір сезону в одиночному розряді й 21-й - у парному. Проходив у рамках Туру WTA 1995 і тривав з 13 до 19 листопада 1995 року. Перша сіяна Штеффі Граф здобула титул в одиночному розряді, свій четвертий на цьому турнірі, й отримала 500 тис. доларів США.

## Фінальна частина

### Одиночний розряд
Штеффі Граф —  Анке Губер, 6–1, 2–6, 6–1, 4–6, 6–3.

### Парний розряд
Яна Новотна /  Аранча Санчес Вікаріо —  Джиджі Фернандес /  Наташа Звєрєва, 6–2, 6–1.